# Sphecozone altehabitans
Sphecozone altehabitans là một loài nhện trong họ Linyphiidae. Chúng được Eugen von Keyserling miêu tả năm 1886.